# Liste de statues à Namur
Cet article est une liste chronologique des statues de Namur. Sont reprises ici les œuvres tridimensionnelles situées dans l'espace public de la commune de Namur sous forme de sculptures, statues, monuments ou autres compositions.
| Date de l'érection | Description                                     | Artiste                 | Emplacement                    | Ville     | Matériau | Image |
| ------------------ | ----------------------------------------------- | ----------------------- | ------------------------------ | --------- | -------- | ----- |
| 1728               | Porte de Sambre et Meuse                        | Denis-Georges Bayar     | Rue du Pont                    | Namur     | calcaire |       |
| 1791               | Pompe de l'Ange                                 | François-Joseph Denis   | Place de l'Ange                | Namur     | calcaire |       |
| 1869               | Statue de Léopold Ier                           | Guillaume Geefs         | Place Léopold                  | Namur     | marbre   |       |
| 1872               | Statue d'Isabelle Brunelle                      | Guillaume Geefs         | Hospice d'Hascamp              | Namur     | marbre   |       |
| 1881               | Statue de Jean-Baptiste d'Omalius d'Halloy      | Guillaume Geefs         | Square d'Omalius               | Namur     | bronze   |       |
| 1903               | Statue de Théodore Baron                        | Charles van der Stappen | Parc de La Plante              | La Plante | bronze   |       |
| 1928               | Buste de Nicolas Bosret                         | Désiré Hubin            | Place du Théâtre               | Namur     | bronze   |       |
| 1955               | Statue équestre d'Albert Ier                    | Victor Demanet          | Avenue Albert Ier              | Namur     | bronze   |       |
| 1957               | Le Cheval Bayard portant les quatre fils Aymond | Olivier Strebelle       | Pont des Ardennes              | Namur     | bronze   |       |
| 1999               | Les échasseurs namurois                         | Guy Leclercq            | Rond-point des Échasseurs      | Namur     | bronze   |       |
| 2000               | Djoseph èt Françwès                             | Suzanne Godart          | Place d'Armes                  | Namur     | bronze   |       |
| 2006               | Couple de la Frairie des Masuis et Cotelis      | Raffaele Ligna          | Rond-point Joséphine-Charlotte | Jambes    | bronze   |       |
| 2015               | Searching for Utopia                            | Jan Fabre               | Citadelle                      | Namur     | bronze   |       |
| 2017               | Le Molon                                        | Vinciane Renard         | Place Maurice Servais          | Jambes    | bronze   |       |